# Царёво (Татарстан)
Царёво — деревня в Пестречинском районе Татарстана. Входит в состав Кощаковского сельского поселения.

## География
Находится в северо-западной части Татарстана на расстоянии приблизительно 14 км на запад-северо-запад по прямой от районного центра села Пестрецы у речки Нокса.

## История
Известна с 1565—1567 годов как Новоцарёво, с XIX века до 1930-х годов существовали отдельные селения Царёво 1-е, Царёво 2-е, Царёво 3-е. К 1960-х годах остававалась только Царёво 1-е, с середины 2000-х годов настоящее название.

## Население
Постоянных жителей было: в 1782 году—134 души мужского пола, в 1859—259, в 1897—301, в 1908—325, в 1920—331, в 1926—400, в 1949—162, в 1958 — 81, в 1970 — 36, в 1979 — 26, в 1989 — 8, в 2002—2 (русские 50 %, татары 50 %), 8 в 2010.